# Sweater girl

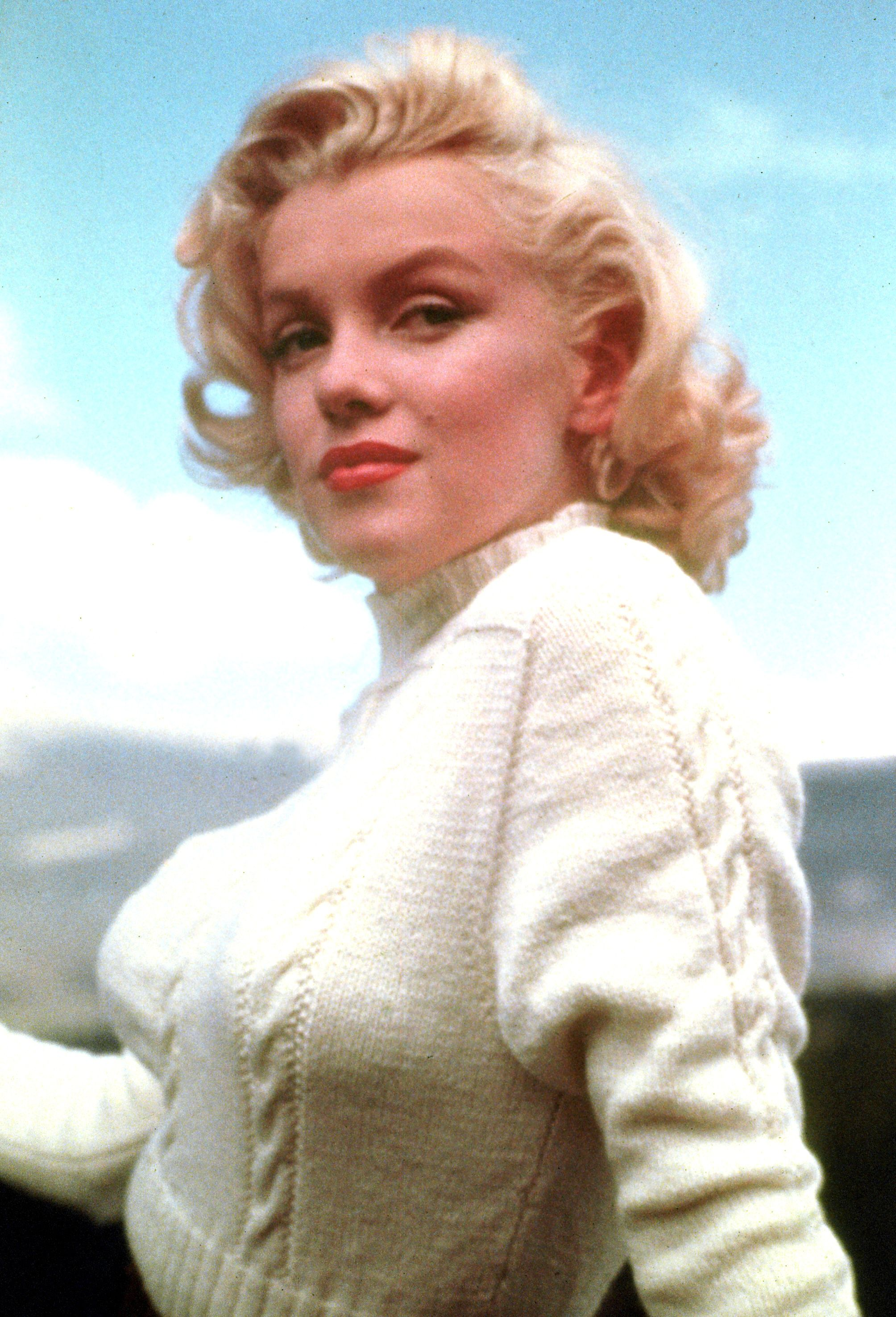
Marilyn Monroe.

Sweater girl (eller ”jumperflicka” på svenska) var en modetrend som var populär i Hollywood på 1940- och 1950-talen hos skådespelare som till exempel Lana Turner, Jane Russell, Jayne Mansfield och Marilyn Monroe som gjorde sig kända med att bära tajta tröjor eller jumprar som framhävde bystens linjer. I sin ursprungliga form hörde detta ofta ihop med marknadsföringen av nya BH-modeller.
Trenden avtog efterhand för att komma tillbaka på 1960-talet när Yves St. Laurent tog upp den.